# Пузен, Луи
Луи Анри Пузен (фр. Louis Pouzin; родился 20 апреля 1931 в Шантене-Сен-Эмбер (фр.), Ньевр, Франция) — французский учёный-информатик, изобретатель датаграмм, один из создателей одной из первых сетей с коммутаций пакетов CYCLADES. Почетный член технического комитета по коммуникационным системам Международной федерации по обработке информации.
Учился в парижской Политехнической школе. В середине 1960-х годов работал в Массачусетском технологическом институте над CTSS (англ.), одной из первых операционных систем с разделением времени.
Автор более 80 научных статей и книги о компьютерных сетях. Его работы оказали влияние на разработчиков протокола TCP/IP.

## Награды
- Лауреат IFIP Silver Core Award (1983)[5]
- Лауреат SIGCOMM Award (1997)[6];
- Лауреат IEEE Internet Award (2001)[7];
- Кавалер Ордена Почётного легиона (2003)[8];
- Член Зала Славы Интернета (2012);
- Лауреат премии королевы Елизаветы в области техники (2013)[9];
- Лауреат премии президента Армении за вклад в ИТ-сферу (2016)[10];
- Офицер Ордена Почётного легиона (2018)[11].